# مركز المعيقلية التجاري
مركز المعيقلية التجاري أحد أسواق مدينة الرياض عاصمة المملكة العربية السعودية، يعتبر السوق أحد أجزاء منطقة قصر الحكم التجارية، يقع مركز المعيقلية التجاري في أقصى الطرف الغربي لمنطقة قصر الحكم وقامت على تطويره الشركة السعودية لمركز المعيقلية التجاري المكونة من أمانة مدينة الرياض ومصلحة معاشات التقاعد والمؤسسة العامة للتأمينات الاجتماعية والشركة العقارية السعودية، ويضم المركز حوالي 1000 محل تجاري، بالإضافة إلى مكاتب وشقق سكنية، كما توجد تحته مواقف للسيارات تتسع لحوالي 2000 سيارة.

## مكونات المجمع
يتكون المجمع من أربع مبان.
المعيقلية الأولى: متخصصة بالملابس الرجالية، وأقمشة العبايات بالجملة 
المعيقلية الثانية: متخصصة بالعود، والعطورات الشرقية، والعسل والزعفران.المعيقلية الثالثة: متخصصة بالملابس النسائية، والأطفال، والعبايات.المعيقلية الرابعة: متخصصة بالعطور الفرنسية، والماركات.